# Spremnost (Zagreb)
Spremnost je bio tjedno glasilo tadašnjeg Ustaškog pokreta iz Zagreba, koji je pisao o svemu; politici, ratu, gospodarstvu i kulturi. Izlazio je od 1. ožujka 1942. do sloma Nezavisne Države Hrvatske 6. svibnja 1945.

## Uređivačka politika tjednika
Od uspostave Nezavisne Države Hrvatske vodeći dnevni listovi, postali su Hrvatski narod i Nova Hrvatska, a Spremnost vodeći ideološki tjednik općeg tipa. Uz ta glasila stalno su izlazili i šaljivi tjednik Šilo, dnevne novine Gospodarstvo (gospodarska pitanja), Hrvatski radnik, Plug, Plava revija (hrvatski omladinski mjesečnik), Hrvatska revija, Vienac....
Tjednik Spremnost pokrenut je tek kad je ustaški režim ovladao metodama totalne kontrole tiska. Pokretač i glavni organizator bio je Ivo Bogdan a glavni urednik Tias Mortigjija (do 1944.). Pored Mortigjije i Bogdana, u tjedniku su redovno objavljivali članke o politici; Milivoj Magdić, Savić Štedimlija i Ante Ciliga (od 1943.). Magdić je bio zadužen za kritiku marksizma, Štedimlija (Crnogorac) bio je neke vrsti specijalist za balkanska pitanja u redakciji, osobito četnike i četnički pokret, a Ciliga je pisao o Sovjetskom Savezu (on je u Rusiji proveo oko 10 godina). Ostali važniji suradnici Spremnosti bili su: Ljubomir Maraković (književnost), Ton Smerdel, Radoslav Glavaš, Albert Haler, Antun Barac i Mihovil Kombol. U Spremnosti je pisao i Ivan Degrel. U ovoj se skupini nazire skupina katoličkih intelektualaca koji premda su pisali u režimskom listu, nisu bili simpatizeri osovinskih sila.
Spremnost je objavljivala eseje, kritike i političke historiografske studije. Tjednik je za razliku od većine tadašnjih glasila imao stalnu rubriku Odjeci iz svijeta u kojem su se prenosile i vijesti s druge neprijateljske strane (savezničke) kao i vijesti iz osovinskih zemalja i ostalih neutralnih zemalja. Najčešće su te vijesti objavljivane uz vrlo tendeciozne komentare, uobičajeno se američka politika prikazivala kao strogo imperijalna, a gotovo identičan stav odnosio se i na politiku Sovjetskog Saveza, s tom razlikom što se za SSSR tvrdilo da mu je cilj porobljavanje malih istočnoeuropskih naroda,- dok se za Ameriku tvrdilo da želi preuzeti sve dotadašnje kolonijalno carstvo Ujedinjenog Kraljevstva i Francuske.
U cjelini Spremnost je bila tipična marionetska revija onoga doba s jakom nacionalističkom notom - branila je politiku svojih sponzora, a kritički pisala o politici protivnika i nastojala je prikazati kao pogubnu za Europu.
Spremnost je objavila brojne kvalitetne publicističke članke nekompromitiranih autora. Ističu se pisanja geopolitičkih tema Ivana Krajača čiji članci nisu zastarjeli ni danas.
Saveznici su uopćeno prikazivani kao neprirodna interesna koalicija Židova, Masona i Komunista. Tako je za ilustraciju Spremnost objavila 13. rujna 1942. članak Ive Bogdana u kojem piše da se NDH mora oduprijeti  »Židovima, masonima, komunistima« kao unutrašnjim neprijateljima, i to »hrabrošću, odlučnošću i političkom dalekovidnošću«.

Čak i kad je bilo jasno da će osovinske sile izgubiti rat, saveznički uspjesi prikazivani su u sasvim drugom svjetlu ili su potpuno minimizirani, iz razumnih razloga da se ne bi stvarala panika. Tako se saveznički desant na Siciliju opisuje kao potpuno beznačajan događaj, koji uopće neće imati nikakvog vojnog značaja u odnosu na glavno istočno bojište.

Glavni urednik Tias Mortigjija davao je ton časopisu, u svojoj uredničkoj kolumni, ali i u kolumni koju je potpisivao fantomskim imenom Pomet u kojoj se često na ironičan način[nedostaje izvor] osvrtao na tadašnje kulturne prilike u Hrvatskoj i na njene glavne protagoniste; tada znane književnike, glazbenike, glumce, slikare, ravnatelje...